# Glochidion acustylum
Glochidion acustylum är en emblikaväxtart som beskrevs av Airy Shaw. Glochidion acustylum ingår i släktet Glochidion och familjen emblikaväxter. Inga underarter finns listade i Catalogue of Life.